# シンビオート
シンビオート（英語: Symbiote・共生体/共生生物）とは、マーベル・コミック社が出版するアメリカン・コミックスに登場する宇宙生命体である。ジム・シューター（英語版）とマイク・ゼック（英語版）によって生み出された。初出は《The Amazing Spider-Man》#2。

## 特徴
シンビオートとは、アンドロメダ銀河の惑星「クリンター（Klyntar）」出身の同名の宇宙生命体による自称であり、有用で知性のある知的生命体である。
元々クリンター（シンビオート）は現在の宇宙創成期の原初の悪神であるヌール（英語版）が敵対するセレスティアルズ（英語版）に対抗するために自らの影から生み出したとされる。
紀元前6世紀にはヌールの命を受けたクリンター（シンビオート）が地球のアスガルドを攻撃するが、ソーに敗れてヌールとの紐帯を切り離されてしまう。しかし、その結果、知性を持つことなったクリンターはヌールに反逆して幽閉することに成功した。
その後、シンビオートたちは高潔なヒーローを宿主として平和維持に貢献しようとする者が出たが、中には宿主の負の感情を糧として捕食者の頂点を目指そうとする者も出た。シンビオートは生物体の一部を必ず宿主に残し、宿主の遺伝情報と認知情報を仲間の間で共有することが出来る。その結果、宿主の生体情報は複製・再生され、更に後世の宿主の強化のための材料にされる。そして、最終的には宿主と共に神に近づく存在になることが可能となる。
シンビオートは液体状の肉体を持ち、生きていくためには宿主との結合を必要とする。彼らは宿主と共生する代わりに宿主に対して強力な力と様々な能力を与えることができる。シンビオートは知性は持っているものの、人格は有していない。このため、道徳的に悪い人物や精神的に歪みを持つ人物と結合すると、宿主に従って同じような人格を形成することになる。
シンビオートの代表的存在として知られることになるヴェノムは、ピーター・パーカー（スパイダーマン）やエディ・ブロック、フラッシュ・トンプソンらと共生して、彼らの性格に影響を与えた。
また、シンビオートの中にはカーネイジ（英語版）のように邪悪で凶悪な子供（新個体）を生み出すこともある。
更にシンビオートの存在を知った地球側の人々の中にも悪用を試みる者がおり、ライン・ファウンデーション（英語版）では、傭兵となる5体のシンビオート、スクリーム（英語版）・ライオット（英語版）・ファージ（英語版）・アゴニー（英語版）・ラッシャー（英語版）を生み出した。また、ドクター・ドゥームもシンビオートを変異性ウィルス化してニューヨークに攻撃を加えている。

## メディア

### テレビ
- スパイダーマン (アニメ)
- スパイダーマン・アンリミテッド
- アルティメット・スパイダーマン
- ハルク: スマッシュ・ヒーローズ
- ガーディアンズ・オブ・ギャラクシー (アニメ)
- マーベル スパイダーマン

### 実写映画版

#### 「スパイダーマン」3部作
『スパイダーマン3』
ピーター・パーカー/スパイダーマン（トビー・マグワイア）
エディ・ブロックJr./ヴェノム（トファー・グレイス）

#### ソニーズ・スパイダーマン・ユニバース（SSU）
『ヴェノム (映画)』
エディ・ブロック/ヴェノム（トム・ハーディ）
アン・ウェイング / シーヴェノム（ミシェル・ウィリアムズ）
カールトン・ドレイク / ライオット（リズ・アーメッド）
『ヴェノム：レット・ゼア・ビー・カーネイジ』
エディ・ブロック/ヴェノム（トム・ハーディ）
クレタス・キャサディ/カーネイジ（ウディ・ハレルソン）

#### マーベル・シネマティック・ユニバース（MCU）
『スパイダーマン：ノー・ウェイ・ホーム』
エディ・ブロック/ヴェノム（トム・ハーディ）

### ゲーム
- Spider-Man: The Video Game（英語版）
- Spider-Man（英語版）
- スパイダーマン (PlayStationのゲーム)
- Venom/Spider-Man: Separation Anxiety（英語版）
- アルティメット スパイダーマン (ゲーム)
- Marvel Nemesis: Rise of the Imperfects（英語版）
- Spider-Man 3（英語版）
- Spider-Man: Web of Shadows（英語版）
- Spider-Man: Shattered Dimensions（英語版）
- Spider-Man: Edge of Time（英語版）
- The Amazing Spider-Man（英語版）
- LEGO マーベル スーパー・ヒーローズ ザ・ゲーム
- Spider-Man Unlimited（英語版）
- Marvel Avengers Alliance（英語版）
- Marvel Puzzle Quest（英語版）
- マーベル VS. カプコン:インフィニット